# 蒙哥馬利 (伊利諾伊州)
蒙哥馬利（英語：Montgomery）是位於美國伊利諾伊州凱恩縣和肯德爾縣的一個村落。

## 地理
蒙哥馬利的座標為41°43′08″N 88°23′32″W / 41.71889°N 88.39222°W，而該地最高點為海拔高度202米（即663英尺）。

## 人口
根據2010年美國人口普查的數據，蒙哥馬利的面積為24.61平方千米，當中陸地面積為24.16平方千米，而水域面積為0.45平方千米。當地共有人口18438人，而人口密度為每平方千米749人。